# Else Brökelschen
Else Brökelschen (Barmen (Wuppertal), 25 juin 1890 - Goslar, 22 octobre 1976) est une femme politique allemande. 